# Occidenchthonius morenoi
Espèce
Synonymes
- Chthonius morenoi Carabajal Márquez, García Carrillo & Rodríguez Fernández, 2011

Occidenchthonius morenoi est une espèce de pseudoscorpions de la famille des Chthoniidae.

## Distribution
Cette espèce est endémique d'Andalousie en Espagne,. Elle se rencontre dans les grottes Cueva del Macho et Cueva de Las Golondrinas à Carcabuey et dans les grottes Sima de Abraham et Cueva de Cholones à Priego de Córdoba.

## Description
Le mâle holotype mesure 2,60 mm et la femelle paratype 3,05 mm.
Les mâles mesurent de 2,50 à 2,90 mm.

## Étymologie
Cette espèce est nommée en l'honneur d'Antonio Moreno Rosa.

## Publication originale
- Carabajal Márquez, García Carrillo & Rodríguez Fernández, 2011 : Contribution to the catalogue of the pseudoscorpions of Andalucia (Spain) (I) (Arachnida, Pseudoscorpiones). Boletín de la Sociedad Entomológica Aragonesa, vol. 48, no 1, p. 115-128 (texte intégral).